# Justyn Ranfer de Bretenieres
Św. Justyn Ranfer de Bretenières, właśc. Simon Marie Antoine Just Ranfer de Bretenières (ur. 28 lutego 1838 w Chalon-sur-Saône, zm. 7 marca 1866 w Saenamteo, Korea) – ksiądz katolicki, misjonarz, męczennik, święty Kościoła katolickiego.

## Życiorys
Był synem barona Judge de Bretenières i jego żony Anny. Jego rodzice byli dobrymi katolikami i dokonywali różnych uczynków miłosierdzia. Od dzieciństwa chciał zostać misjonarzem w Chinach. W 1859 r. wstąpił do seminarium St. Sulpice w Paryżu. We wrześniu 1861 r. przeniósł się do seminarium Francuskiego Stowarzyszenia Misji Zagranicznych (Missions Étrangères de Paris). W maju 1864 r. przyjął święcenia kapłańskie. Chciał bardzo jechać na misje do Korei. Razem z nim wysłano 3 innych księży. Dotarł do Naepo na Chungcheong-do 27 maja 1865 r. W związku z trwającymi prześladowaniami katolików został aresztowany w lutym 1866 r. i ścięty razem z biskupem Berneux w Saenamteo w 7 marca 1866 r.

## Dzień obchodów
Wspomnienie liturgiczne w Kościele katolickim obchodzone jest 20 września w grupie 103 męczenników koreańskich.

## Proces beatyfikacyjny i kanonizacyjny
Beatyfikowany przez Pawła VI  6 października 1968, a kanonizowany 6 maja 1984 przez Jana Pawła II (w grupie 103 męczenników koreańskich).